# Šťavnatka hnědobílá
Šťavnatka hnědobílá (Hygrophorus latitabundus) je vzácný druh houby z čeledi šťavnatkovité (Hygrophoraceae). V Červeném seznamu hub České republiky je druh uveden jako kriticky ohrožený.

## Znaky
Velmi masitý klobouk v průměru dorůstá 4,5–12 cm, v mládí klenutý se postupně rozevírá do plochy, přičemž ve středové části vyniká vmáčklina. Pokožka je šedohnědá, hnědá či s olivovým nádechem, ve středu zpravidla tmavší, lepkavá, ve vlhku bývá silně oslizlá.
Lupeny jsou tlusté, bílé až krémové, velmi hustě proložené drobnými lupénky, u třeně jsou sbíhavé až široce připojené, na klobouku jsou spíše řídce uspořádané. Výtrusný prach je bílý.
Třeň je 5–12 cm dlouhý, válcovitý či vřetenovitý, bělavý, u dospělých plodnic s olivově hnědými, šupinovitými pruhy, slizký, v horní části bíle vločkatý, v mládí přítomen pomíjivý slizovitý prsten, báze je zahrocená, mnohdy až kořenovitá, hnědožlutá až nažloutlá.
Dužnina je bílá, pevná, těžká, pružná, voní nevýrazně, chuťově je mírná.

## Užití
Jedlá, chutná houba.

## Ekologie
V podzimních měsících roste tento druh šťavnatky velmi vzácně na spíše suchých, zásaditých, vápenitých substrátech pod borovicemi.

## Rozšíření
Druh se vyskytuje v oblastech Španělska, Portugalska, Itálie, Belgie, ČR, Maďarska, Švýcarska, Francie, Rakouska, Švédska, Německa, Estonska, Polska, Slovinska, Spojeného království, a Mexika.

## Galerie

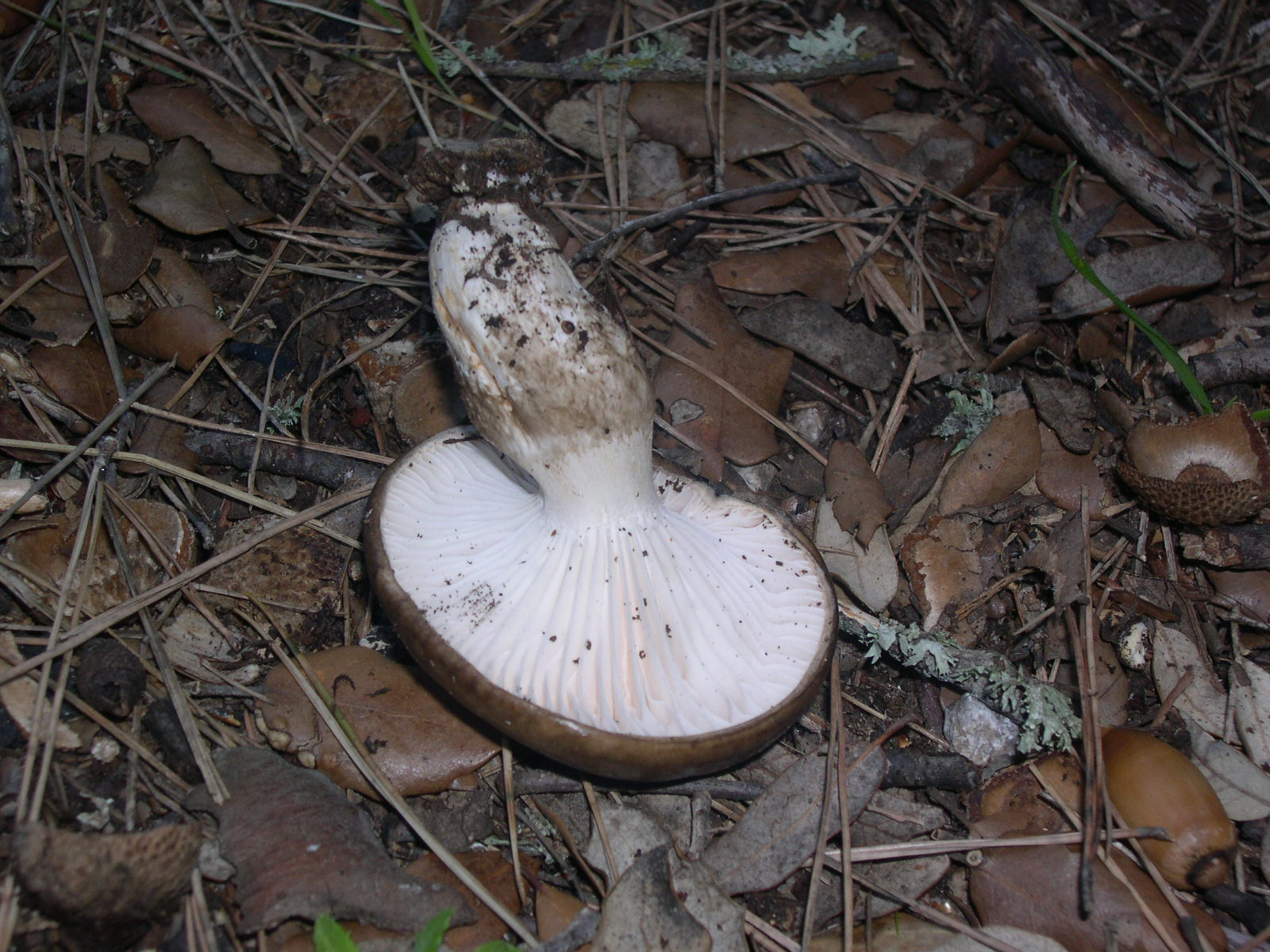
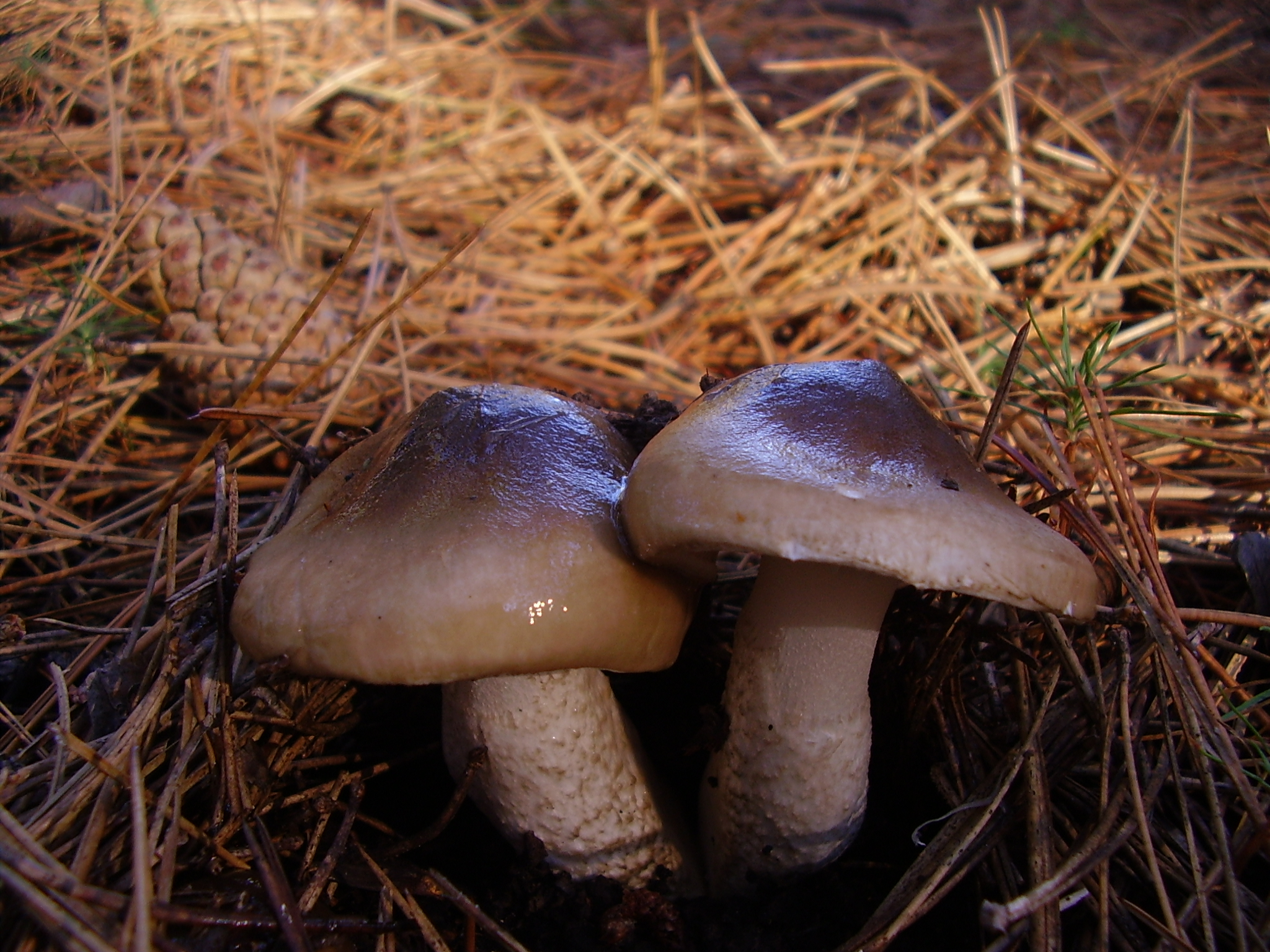
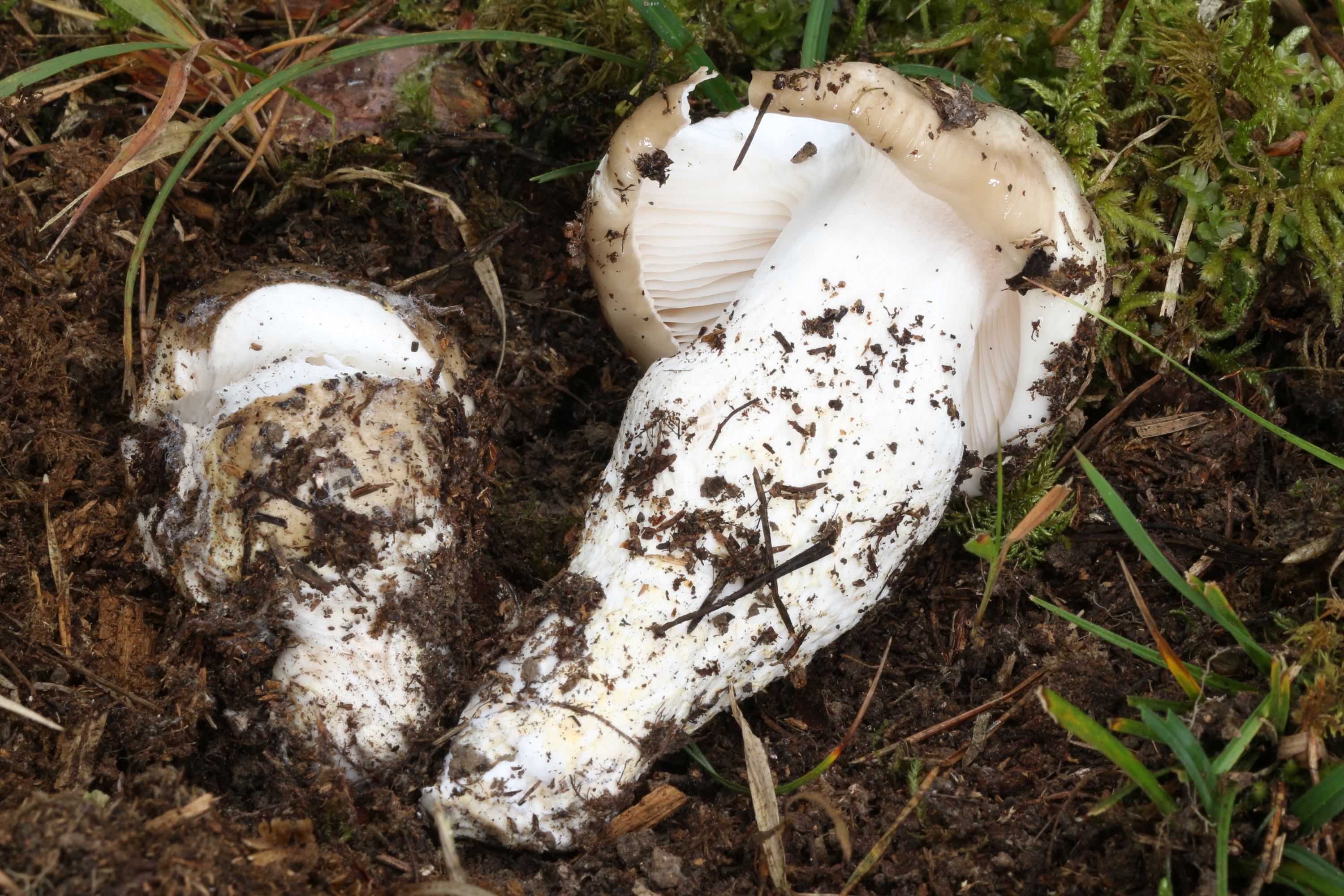
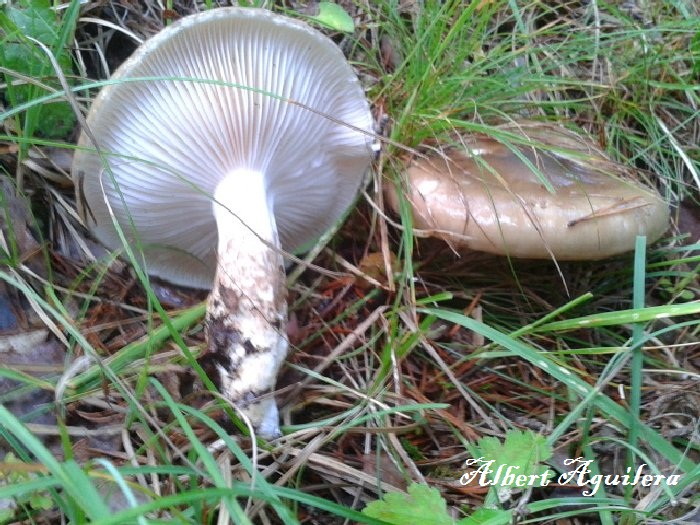

## Možnost záměny
- Šťavnatka Persoonova (Hygrophorus persoonii)
- Šťavnatka olivově bílá (Hygrophorus olivaceoalbus)[2]